# Quincy-sous-Sénart
 Quincy-sous-Sénart  es una población y comuna francesa, ubicada en la región de Isla de Francia, departamento de Essonne, en el distrito de Évry y cantón de Épinay-sous-Sénart.

## Demografía
| 2,720 | 3,909 | 6,705 | 7,157 | 7,079 | 7,426 |
| Para los censos de 1962 a 1999 la población legal corresponde a la población sin duplicidades (Fuente: INSEE [Consultar]) |       |       |       |       |       |